# Street Fighting Years
Street Fighting Years ist das achte Musikalbum der schottischen Band Simple Minds. Es wurde am 2. Mai 1989 veröffentlicht und erreichte Platz eins in mehreren Ländern, darunter Großbritannien und Deutschland.

## Hintergrund
Das Album wurde von Trevor Horn und Stephen Lipson produziert. Stilistisch unterschied es sich stark von seinem Vorgänger, Once Upon a Time. Zwar wurden die Arena-Rock-Anklänge der frühen 1980er beibehalten, jedoch bewegte sich Street Fighting Years deutlich fort von den Soul- und Gospel-Einflüssen des Vorgängers zugunsten einer Filmmusik-ähnlichen Atmosphäre und der Einbeziehung von akustischen und Celtic/Folk-inspirierten Zutaten, inklusive eines Fretless Bass, einer Slide Guitar und eines Akkordeons. Wie bereits bei Ghost Dancing von dem Vorgängeralbum eingeführt, wurden die Texte politischer und bewegten sich fort von impressionistischen und spirituellen Einflüssen der Simple-Minds-Songs der frühen 1980er. Themen waren etwa die Poll Tax, südafrikanische Townships wie Soweto, die Berliner Mauer, die Stationierung von britischen Atom-U-Booten an der schottischen Küste, die Geschichte eines Überlebenden aus Belfast des Bombenanschlags der IRA in Enniskillen, der Titelsong, in dem es um eine Messerstecherei geht, bei dem ein guter Freund der Familie von Jim Kerr ermordet worden war, das Thema Apartheid mit einerseits dem Lied von Peter Gabriel über Steve Biko und andererseits einem Lied über Nelson Mandela.

## Titelliste

### Seite A
1. Street Fighting Years – 6:26
2. Soul Crying Out – 6:07
3. Wall of Love – 5:20
4. This Is Your Land – 6:22
5. Take a Step Back – 4:23

### Seite B
1. Kick It In – 6:11
2. Let It All Come Down – 4:56 (John Giblin, Simple Minds)
3. Mandela Day – 5:45
4. Belfast Child – 6:42 (Traditional)
5. Biko – 7:34 (Peter Gabriel)

### CD und MC Bonustitel
1. When Spirits Rise – 2:01

## Mitwirkende

### Simple Minds
- Jim Kerr – Hauptgesang
- Charlie Burchill – Akustische Gitarre, E-Gitarre
- Mick MacNeil – Piano, Akkordeon, Keyboards

### Gastmusiker
- John Giblin – Bassgitarre mit und ohne Bundstäbchen, Kontrabass (1)
- Stephen Lipson – zusätzliche Bassgitarre
- Manu Katché – Schlagzeug (1, 2, 9)
- Mel Gaynor – Schlagzeug (3, 8, 10)
- Stewart Copeland – LinnDrum-Programmierung (ohne Namensnennung) (4, 6)
- Leroy Williams – Perkussion (1, 2, 8, 9, 10)
- Sidney Thiam – zusätzliche Perkussion
- Abdul M'boup – zusätzliche Perkussion
- Maureen Kerr – Penny Whistle, Bodhrán
- Roger Sharp – Dudelsäcke
- Lisa Germano – Violine (1, 4, 9)
- William Lithgow – Violoncello
- Sheena McKenzie – Violoncello
- Lou Reed – zusätzlicher Hauptgesang bei This Is Your Land
- Lorna Bannon – Begleitgesang

### Produktion
- John Altman – Orchester-Arrangements
- Dougie Cowan – technischer Leiter
- Robin Hancock – Toningenieur
- Guido Harari – Fotografie
- Simon Heyworth – Mastering
- Trevor Horn – Musikproduzent
- Paul Kerr – Logistik
- Stephen Lewis – Sprecher
- Stephen Lipson – Musikproduzent
- Bob Ludwig – Mastering
- Heff Moraes – Toningenieur
- Martin Plant – Assistenz-Toningenieur
- Steve Ralbovsky – Sprecher
- Willie P. Richardson – Sprecher
- Danton Supple – Assistenz-Toningenieur
- Jane Ventom – Koordination
- Gary Wathen – Sprecher
- Ying Ho Au Yeung – Catering

## Rezensionen
AllMusic wertete mit 2,5 von 5 Sternen. Tom Demalon schrieb: „It might not have satisfied the band's newly won fans, but Street Fighting Years is an interesting, enjoyable album with some truly lovely moments.“

## Kommerzieller Erfolg

### Chartplatzierungen
| ChartsChartplatzierungen       | Höchstplatzierung | Wochen/ Monate |
| ------------------------------ | ----------------- | -------------- |
| Deutschland (GfK)              | 1 (33 Wo.)        | 33 Wo.         |
| Österreich (Ö3)                | 3 (4½ Mt.)        | 4½ Mt.         |
| Schweiz (IFPI)                 | 1 (23 Wo.)        | 23 Wo.         |
| Vereinigte Staaten (Billboard) | 70 (12 Wo.)       | 12 Wo.         |
| Vereinigtes Königreich (OCC)   | 1 (29 Wo.)        | 29 Wo.         |

| ChartsJahrescharts (1989) | Platzierung |
| ------------------------- | ----------- |
| Deutschland (GfK)         | 4           |
| Österreich (Ö3)           | 24          |
| Schweiz (IFPI)            | 9           |

### Auszeichnungen für Musikverkäufe
| Land/Region                  | Auszeichnungen für Musikverkäufe (Land/Region, Auszeichnung, Verkäufe) | Verkäufe  |
| ---------------------------- | ---------------------------------------------------------------------- | --------- |
| Australien (ARIA)            | Gold                                                                   | 35.000    |
| Deutschland (BVMI)           | Platin                                                                 | 500.000   |
| Frankreich (SNEP)            | Platin                                                                 | 600.000   |
| Kanada (MC)                  | Gold                                                                   | 50.000    |
| Neuseeland (RMNZ)            | Gold                                                                   | 10.000    |
| Niederlande (NVPI)           | Platin                                                                 | 100.000   |
| Schweden (IFPI)              | Gold                                                                   | 50.000    |
| Schweiz (IFPI)               | Platin                                                                 | 50.000    |
| Spanien (Promusicae)         | Gold                                                                   | 50.000    |
| Vereinigtes Königreich (BPI) | 2× Platin                                                              | 600.000   |
| Insgesamt                    | 5× Gold · 6× Platin ·                                                  | 2.045.000 |